# The 7th Saga
The 7th Saga è un videogioco di ruolo sviluppato per Super Nintendo Entertainment System, in Giappone noto come Elnard (エルナード?). Il giocatore è invitato a scegliere due protagonisti, i quali vivranno esperienze diverse, finalizzate ad un obiettivo analogo: raccogliere sette rune magiche.
Avanzando con il gioco, alla squadra potrebbero unirsi sei nuovi personaggi. Quando un personaggio secondario si unisce ad uno principale, gli altri affronteranno la coppia in combattimenti vari al fine di aggiudicarsi le rune mancanti.
Il gioco, rispetto alle versioni precedenti, è dotato una "bussola" di cristallo, visibile in alto a destra, tramite la quale è possibile individuare i nemici, anche se non lo sono sulla mappa. Solitamente, o si muovono verso il giocatore oppure rimangono immobili e sono sempre individuabili. 
I combattimenti, di conseguenza, non avvengono in modo casuale: è possibile, per esempio, evitare i nemici, ma essendo sia veloci che casuali nei loro spostamenti, sono difficili da evitare. Il gioco utilizza l'effetto grafico simil-3D Mode 7 per distinguere le transizioni tra la fase d'esplorazione, e la fase del combattimento. Il gioco è famoso anche per la sua notevole difficoltà, obbligando i giocatori meno abili a proseguire con la storia, solo dopo un allenamento molto impegnativo. 

## Modalità di gioco
Ci sono tre tipi di ambienti: uno sicuro, uno infestato dai nemici, ed uno dedicato al combattimento. Ognuna di questi ambienti presenta diverse caratteristiche.
Quando i personaggi sono in un'area sicura, di solito una città, possono interagire con gli abitanti, comprare o vendere oggetti, cercare oggetti nascosti, riposare in albergo, ecc ...Il protagonista può anche duellare con altri personaggi, oppure convincerli di unirsi alla sua causa.
Nelle aree infestate dai nemici, il Cristallo Magico appare sullo spigolo sinistro dello schermo e mostra la posizione dei nemici, la posizione delle città e delle aree pericolose, e dove potrebbero trovare le rune. Se si osserva un puntino bianco raggiungere il centro della sfera, verrà avviato un combattimento. 
Quando si vuole prelevare un tesoro da un forziere, ed evitare un combattimento, si deve essere svelti, perché i nemici sono naturalmente attratti dai protagonisti.
Il combattimento può avvenire affrontando a uno a tre nemici. Per poter procedere nel gioco è necessario uccidere i nemici che si sta affrontando. Il giocatore può attaccare, difendersi, richiamare incantesimi, utilizzare ammennicoli vari o fuggire. Se il giocatore vince, i suoi personaggi otterranno, sia oro, che punti esperienza. Se perderanno, metà dell'oro, già in loro possesso, verrà perduta. Se si perde la battaglia contro uno dei protagonisti/rivali, la propria runa apparterrà a quel personaggio. Con l'esperienza migliorerà il tipo di equipaggiamento, in base al prezzo od altri fattori (se sono armi o protezioni fisiche, magiche o versatili). 

## Personaggi
I personaggi di The 7th Saga vivono dimensioni fisiche e magiche governate da un tempo variabile. Essi sono:
- Olvan Jaess (Nano): è un vecchio guerriero Nano dalla personalità compiacente. Ricerca le rune per ritornare giovane. Assomiglia a Kamil, ma dispone di difese ed energia maggiore, nonostante perda in Punti Magia e Velocità, inoltre il suo equipaggiamento e leggermente differente.

- Kamil Dowonna (Umano): è un cavaliere umano. Si può considerare come il personaggio più equilibrato: ha accesso ad un vasto equipaggiamento di armi e dispone di entrambe le magie, la difensiva e l'offensiva. Indossa una corazza azzurra ed il libro di istruzioni lo considera il miglior alleato di un personaggio poco equilibrato.

- Lejes Rimul (Demon): è un demone borioso e vanaglorioso. Manipolatore, sagace e maligno, desidera il dominio del mondo. Ricerca le rune per potenziarsi. È un personaggio offensivo, apprende tutte le magie, è forte sia negli attacchi fisici che magici, ma, quando viene attaccato pecca in resistenza, e non apprende alcuna magia curativa.

- Valsu Saizer (Umano): è un chierico dedito al bene, il cui desiderio è diffondere la pace. Dispone di ottimi incantesimi di guarigione, ma è debole nell'attacco fisico.

- Esuna Busy (Elfa): è un elfo\elfa mago, unica protagonista femminile. Per lei, la ricerca delle rune è un'esperienza divertente. Inizia entusiasticamente la sua avventura, ma poi inizia a rimuginare sulle sorti di questa. Dispone di ottima Velocità e Magia, ma l'elemento gelo e i suoi attacchi fisici sono deboli. Come Lux, Esuna è esentata dal ruolo casuale di "traditrice".

## Storia
Ticondera è un mondo in cui, 5 000 anni or sono, l'essere preternaturale Saro sconfisse un empio di nome Gorsia grazie all'utilizzo di sette rune magiche. Negli anni successivi, da allora, queste rune sono sparpagliate in diversi punti della terra.
Lemele, figlio di Saro, nato 4 900 anni dopo gli eventi passati, divenne l'annientatore del Demone Gariso. Ora centenne, Lemele siede sul trono reale mondiale, governando pacificamente.
Re Lemele, durante la sua ricerca delle sette rune, incontra gli altri personaggi. Cinque anni di allenamenti nel suo palazzo sono sufficienti ad addestrare i sette apprendisti, i quali vengono inviati in tutto il mondo alla ricerca delle rune. Ognuno di essi possiede poteri distinti ed unici.
L'erede di Lemele sarà solo di colui che riuscirà a possedere tutte e sette le rune. Per facilitare la loro ricerca, il Re dona a tutti i suoi apprendisti una Sfera di Cristallo.
Recuperarle equivale a fronteggiare i tiranni, ossia, coloro che le posseggono: stregoni, re corrotti e dragoni. Nel gioco potrebbe accadere che Pison, un bracconiere arruolato da un traditore degli apprendisti, vada a caccia degli stessi apprendisti. Ogni volta che inizia il gioco, il marchio di "traditore" viene assegnato in maniera casuale.
Sconfitto un Gariso risorto e recuperate tutte le rune, il protagonista affronta Lemele, in realtà Gorsia. Gorsia intraprese un viaggio nel tempo, proveniente da 5 000 anni fa, uccise Lemele e ne assunse l'identità, addestrando i fanciulli, in realtà, per scopi personali: trovare le rune e impossessarsene.
Ogni runa racchiude, effettivamente, parte dei poteri dello stregone. Gorsia le frantuma, riassorbendo tutti gli incantesimi del passato, e, dopo aver colpito con una saetta il protagonista, lo invia nel passato, in un mondo incognito: la Tincondera di 5 000 anni prima.
Dopo aver oltrepassato diverse città, il protagonista raggiungerà la città tecnologica di Melenam, rovina nel futuro. Melenam è la città d'origine della robotica Tetsujin, ed il protagonista assiste alla distruzione della città per mano di un super-Tetsujin costruito dagli scienziati, il cui obiettivo dovrebbe essere la sconfitta di Gorsia.
Sebbene Saro abbia sconfitto Gorsia, Gorsia è tornato dal futuro ed ha ferito letalmente Saro. La disciplina di Saro conferisce al protagonista le sette rune, con cui il protagonista sigilla i poteri del turpe mago. Il morente Gorsia fredda il giocatore in un ultimo atto di nemesi, ma 4 900 anni dopo Saro reincarna l'anima del protagonista in un neonato, suo figlio Lemele.

## Recensione
Il gioco fu recensito nel 1994 sul numero 201 della rivista Dragon, diretta da Sandy Petersen, nella colonna dell'"Eye of the Monitor". Petersen valutò il gioco con un voto complessivo di 3 su 5 stelle.
Una comune controversia attiva di questo gioco solleva la questione sull'impossibilità di tornare, durante gli svolgimenti della trama, nel presente, in cui si combattono i nemici più deboli. Ciò comporterebbe l'inadeguatezza dei personaggi poco allenati a sconfiggere i nemici del passato storico e, di conseguenza, proseguire risulterebbe impossibile.
La mancanza di rune rende il gioco molto più difficile, in quanto queste erano in grado di equilibrare le forze dei personaggi. I giocatori potevano disporre, in corrispondenza del nome, le necessarie abilità presenti sulla linea B-Accessoria, la linea B-Protettiva e la linea B-Offensiva.
Raggiungere Gariso risulta comunque noioso e difficile, ed ancora più ostico era sconfiggere lo stesso Gariso. A seguito della vittoria sul nemico, non si disporrà più della funzione delle rune.
Superato Gariso, la maggior parte dei nemici è molto più difficile da sconfiggere e, nell'eventualità si sia dimenticato di rafforzare la propria squadra, il giocatore sarà costretto o a sconfiggere solo i nemici più deboli, ottenendo meno esperienza ed allungando la sessione di gioco eccessivamente, oppure ricominciare l'avventura da principio.